# Cinema Europa
O Cinema Europa foi um edifício situado no nº 28 da Rua Francisco Metrass, em Lisboa, Portugal. Inaugurado como sala de cinema em 1931, foi originalmente projetado pelo arquiteto Raúl Martins, sofrendo várias alterações ao longo das décadas. Durante o fim da década de 1950, o cinema foi demolido e reerguido segundo a alçada do arquiteto Carlos Antero Ferreira, tendo sido adicionada na sua fachada uma escultura em alto-relevo da autoria do escultor português Euclides Vaz. Desde então é considerado um dos marcos mais emblemáticos do bairro de Campo de Ourique.
Esteve em funcionamento até o ano de 1981, não só como sala de cinema mas também como local de gravações de diversos concursos da RTP.
Em 2010 foi iniciado um plano de restruturação, após anos em extremo estado de abandono, tendo o espaço sido, em março de 2017, reaberto como Biblioteca/Espaço Cultural Cinema Europa, passando a integrar a rede BLX (Rede de Bibliotecas Municipais de Lisboa). Integra o Inventário da Arquitectura Moderna Portuguesa do Instituto Português do Património Arquitectónico (IPPAR, atualmente designado por IGESPAR).

## História

### Antigo Cinema Europa

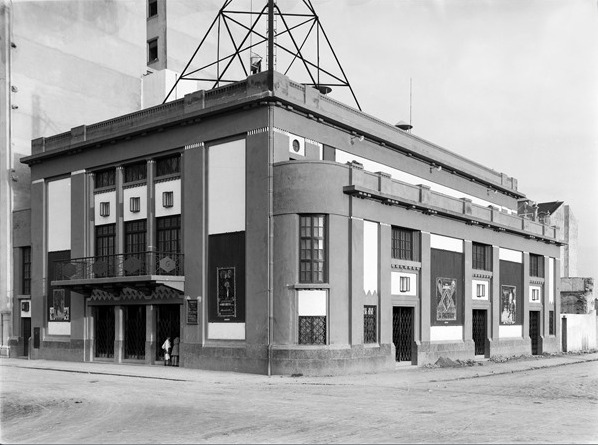
Fachada do antigo Cinema Europa (1931)

Projetado inicialmente sob o nome de Cinema Astória e inaugurado a 14 de fevereiro de 1931, localizado no cruzamento da Rua Francisco Metrass com a Rua Almeida e Sousa, em Lisboa, o Cinema Europa foi idealizado pelo empreendedor e proprietário José Dionísio Nobre e pelo arquiteto Raúl Martins.
Apresentando uma fusão de elementos de art déco e de estilo modernista, o edifício original do Cinema Europa apresentava uma fachada austera e harmoniosa e sala ainda formalmente teatral. De planta trapezoidal, o espaço continha então uma única sala com três pisos, sendo o primeiro composto pela plateia, o segundo por seis camarotes de cada lado, primeiro balcão e bar, e o terceiro piso com o segundo balcão e a cabine de projeção. Reconhecido pelos seus tetos de madeira pintados a azul e prata, a sua capacidade era de 878 pessoas.
Em 1936, foram realizadas novas obras no edifício, sendo a sua fachada alterada segundo o desenho do arquiteto João Carlos Silva. A sua lotação foi reduzida para 812 lugares, tendo sido substituídas as cadeiras de madeira por umas mais confortáveis em todos os pisos da sala de cinema.

### Novo Cinema Europa
Passando a ser propriedade da Sociedade Administradora de Cinemas, Lda., dirigida pelo major Horácio Pimentel, o antigo edifício do Cinema Europa foi demolido em 1957 e no seu lugar foi construído um novo edifício, sob o mesmo nome.

Inaugurado a 28 de março de 1966 e desenhado pelo arquiteto Carlos Antero Ferreira, o novo Cinema Europa, que apresentava uma imponente fachada, pontuada pela escultura "Europa" em alto-relevo do escultor Euclides Vaz, contou na sua inauguração com a presença do Ministro das Corporações e Previdência Social, José João Gonçalves de Proença, e do Secretariado Nacional de Informação, César Henrique Moreira Baptista, para a exibição dos filmes "Muriel" de Alain Resnais e "Alphaville" de Jean-Luc Godard, ambos inseridos na programação do III Festival de Arte Cinematográfica de Lisboa e I Festival de Animação, que prometia apresentar filmes nas suas versões integrais, sem censura.

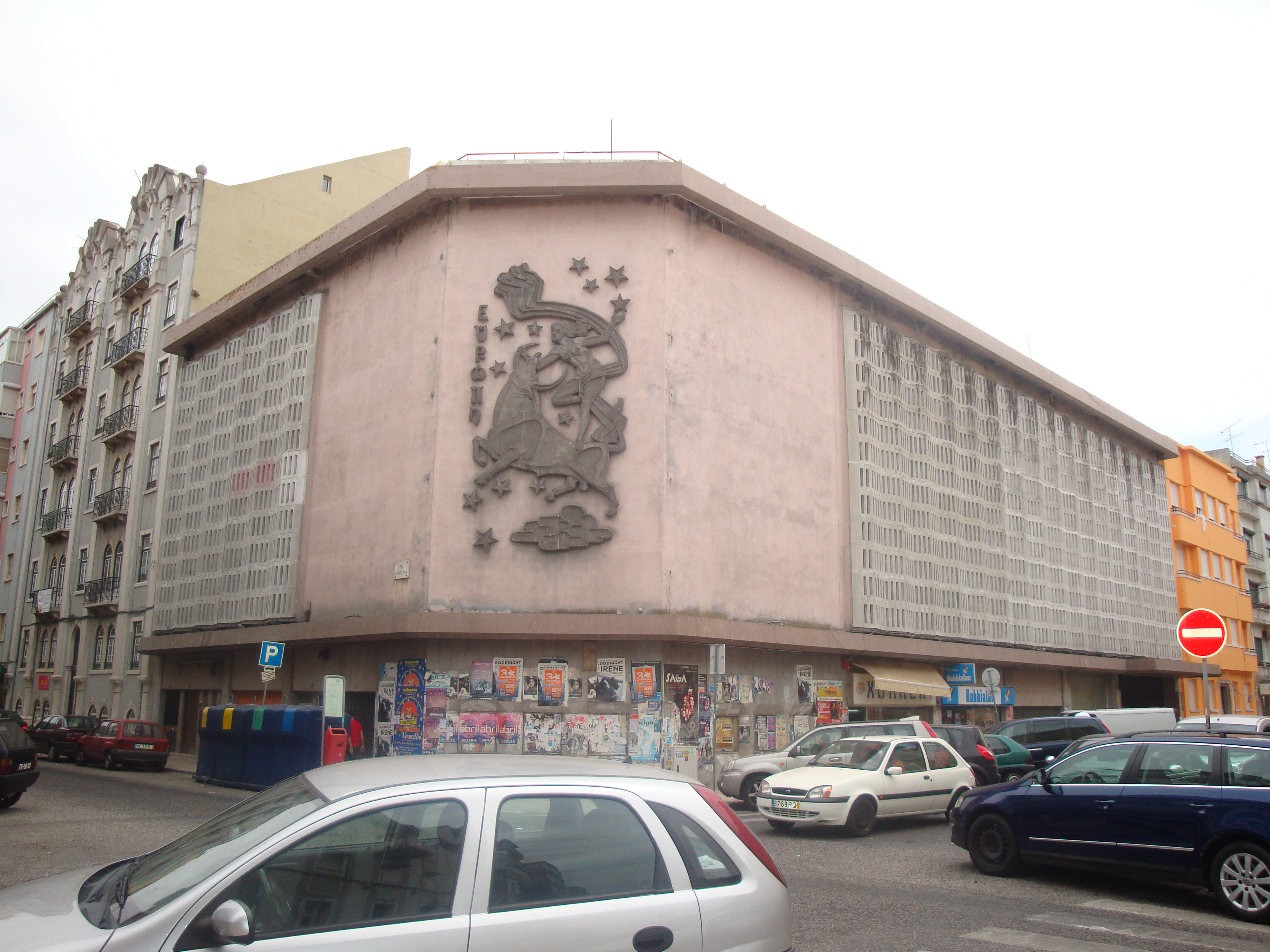
Cinema Europa (início do sec. XXI)

Na década de 1970, o edifício sofreu novas obras de requalificação no seu interior, sob a autoria do arquiteto Raúl Rodrigues Lima, que moldou o icónico átrio da entrada e bar ao adicionar um imponente painel de azulejos da autoria do pintor e decorador Fred Kradolfer.
O espaço fechou portas como sala de cinema a 30 de novembro de 1981, ano em que comemorava o seu cinquentenário, tendo o último filme a ser exibido sido "Annie Hall" de Woody Allen. Nos anos seguintes o espaço continuou, no entanto, em funcionamento passando somente a abrir portas para a gravação de alguns concursos televisivos ou espetáculos de variedades, produzidos e transmitidos pela Rádio e Televisão de Portugal, tais como os programas "Arca de Noé", "A Quinta do Dois", "1, 2, 3", "O Passeio dos Alegres" ou ainda "A Vez e A Voz", onde se filmaram concertos de Carlos do Carmo, Simone de Oliveira, Duo Ouro Negro, Paco Bandeira, Pedro Barroso e Sérgio Godinho.

### Século XXI

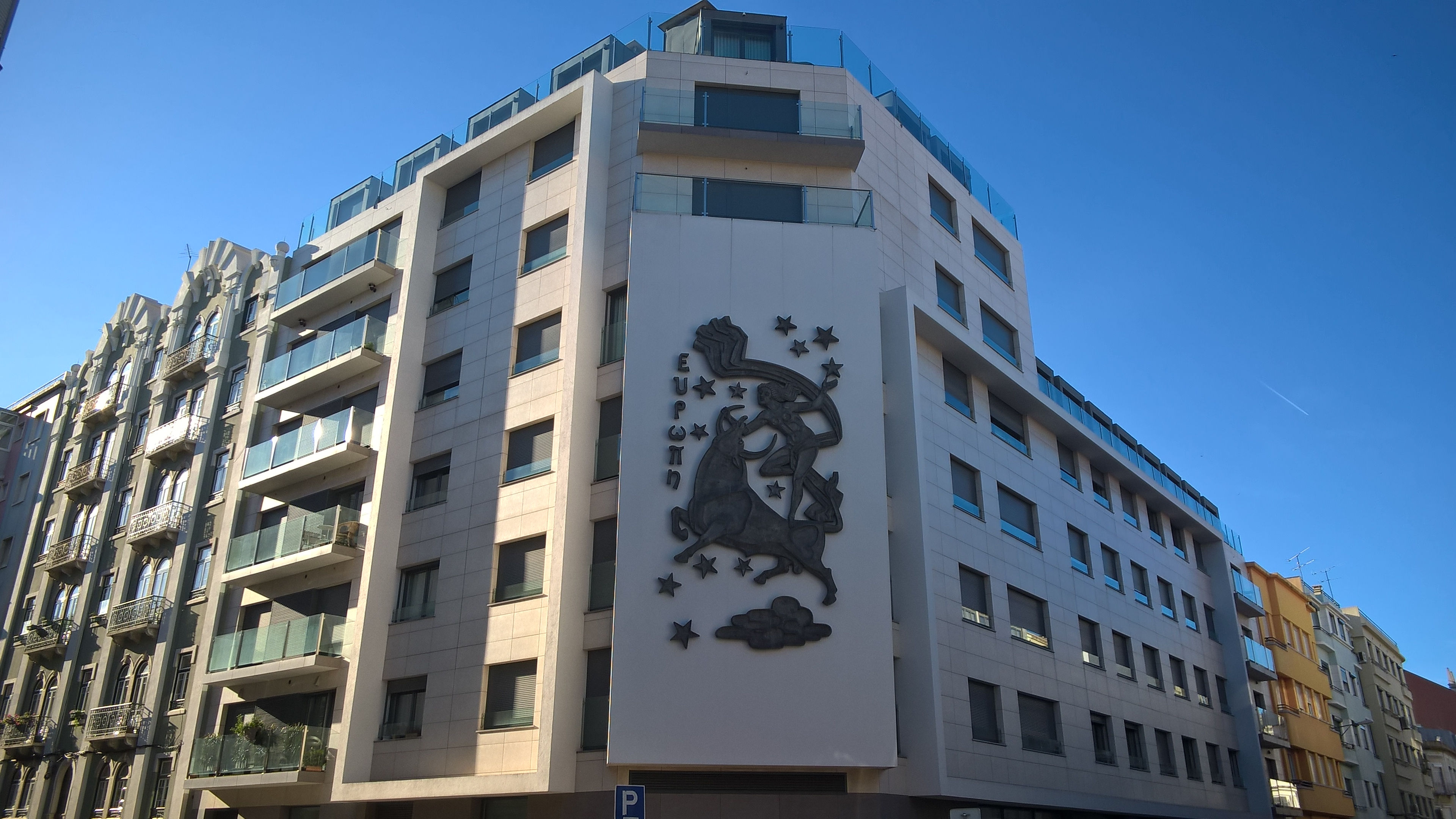
Biblioteca/Espaço Cultural Cinema Europa (atualmente)

Entre 2004 e 2005, encontrando-se o edifício em bastante mau estado e após ser confirmado o interesse pelo proprietário de transformar o espaço num condomínio de luxo, formou-se o movimento informal de cidadãos "SOS Cinema Europa", composto maioritariamente por moradores da freguesia lisboeta de Campo de Ourique, que desejavam transformar o espaço num local cultural de uso público.
Conseguindo a atenção mediática, o plano para transformar parte do edifício num centro cultural foi integrado no Orçamento Participativo da cidade, tendo em 2010 sido iniciadas as obras que compõem o atual edifício de 25 apartamentos com biblioteca, ludoteca e auditório.
Em março de 2017, o espaço foi reaberto como Biblioteca/Espaço Cultural Cinema Europa, mantendo na fachada a escultura em alto-relevo.

## Escultura em Alto-Relevo
Da autoria do escultor Euclides Vaz, a escultura em alto-relevo, localizada na fachada do antigo Cinema Europa, é um dos poucos elementos artísticos e arquitetônicos que sobreviveu às obras de requalificação do edifício durante o século XXI.
Considerado um marco do bairro de Campo de Ourique, a escultura representa a narrativa mitológica da princesa Europa, raptada pelo deus grego Zeus, transformado em touro, antes de dar o nome ao “velho continente”, sob a égide de 12 estrelas.

## Galeria

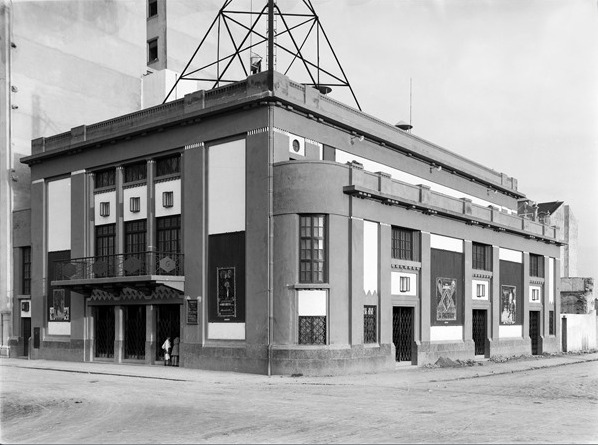
Cinema Europa (1931)
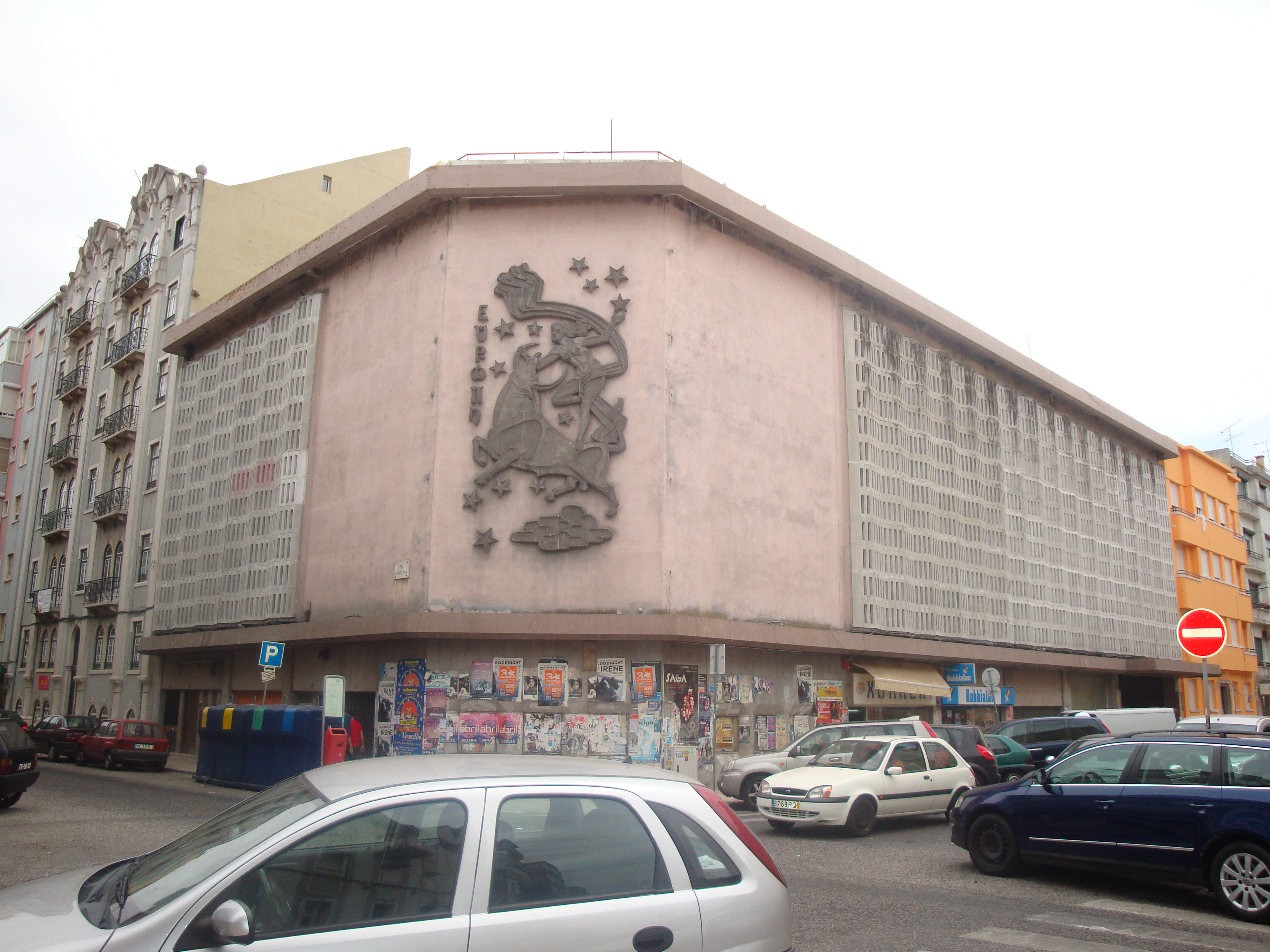
Fachada do Cinema Europa (década de 2000)
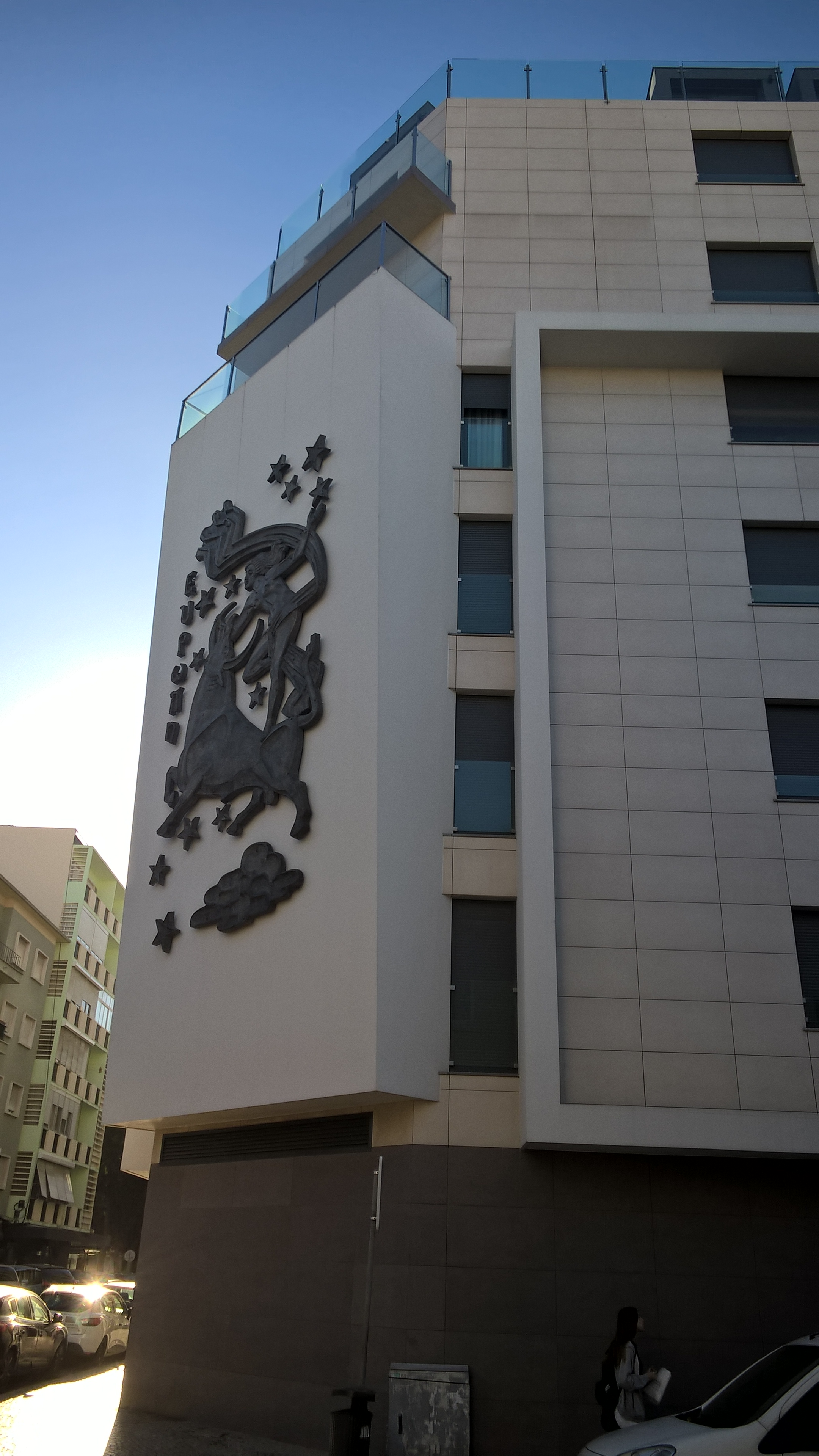
Fachada da Biblioteca/Espaço Cultural Cinema Europa (atualmente)
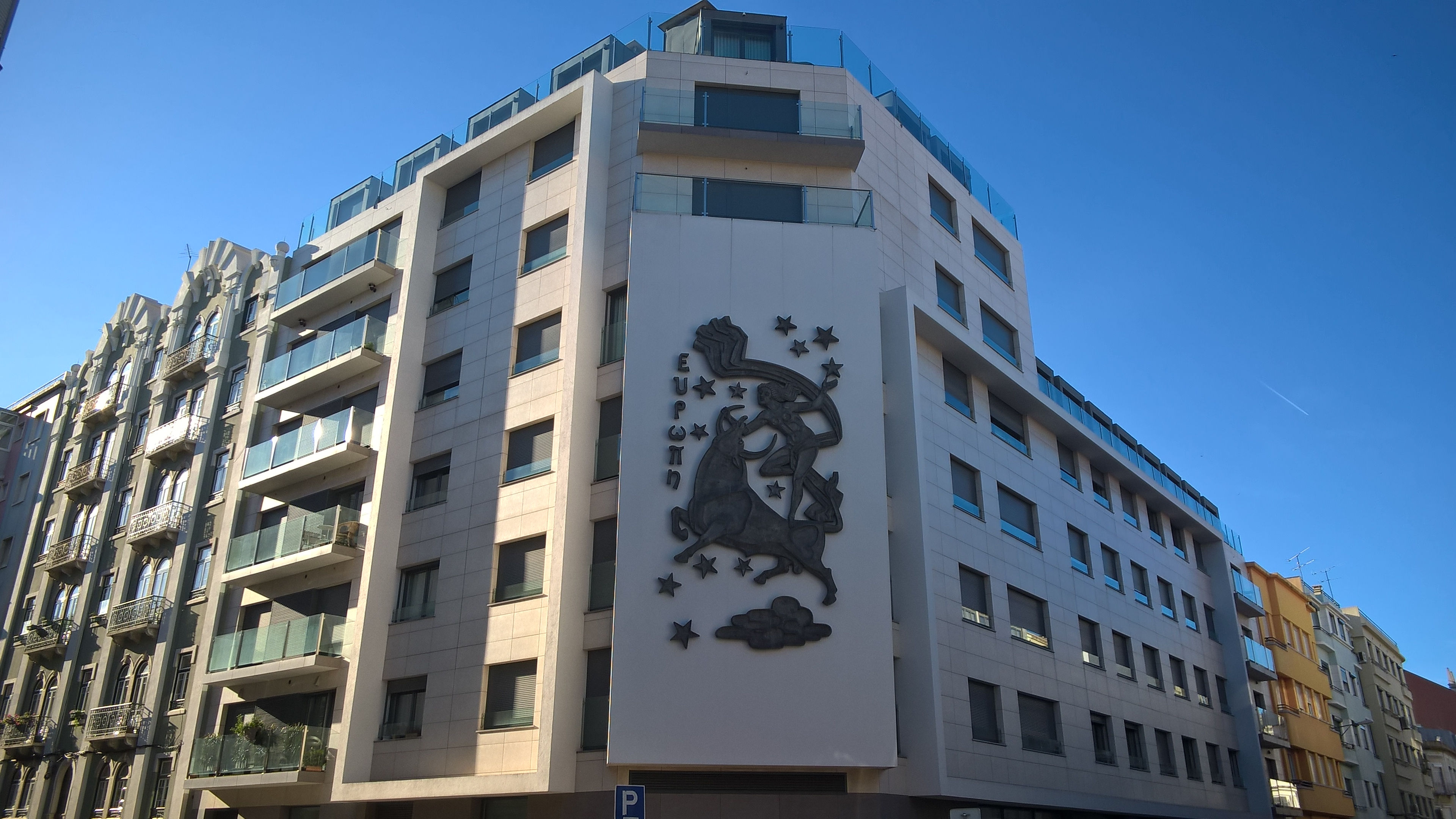
Fachada da Biblioteca/Espaço Cultural Cinema Europa (atualmente)